# إيزومي سوزوكي
إيزومي سوزوكي ((باليابانية: 鈴木いづみ)، 10 يوليو، 1949 – 17 فبراير، 1986) كانت روائية وممثلة يابانية.

## حياتها
وُلدت سوزوكي في إيتو، شيزوكا في 1949. كان والدها إيجي سوزوكي مراسلًا صحفيًّا لجريدة يوميوري شيمبون. عملت مدخلة بيانات في دار بلدية إيتو لمدة قصيرة بعد تخرجها من ثانوية إيتو بولاية شيزوكا. في 1969 اختيرت في المرتبة الثانية لجائزة الكتَّاب الجدد التي تديرها المجلة الأدبية الشهرية شوسيتسو غينداي وانتقلت لطوكيو حيث وجدت عملا بصفتها مضيفة، عارضة أزياء عارية، وممثلة. مع أن مسيرتها التمثيلية كانت قصيرة، إلا أن أعمالها تنوعت، وظهرت في كل من الأفلام الوردية وعلى المسرح، بصفتها عضوًا في تينجو ساجيكي، فرقة المسرح الطليعي التي اشترك في تأسيسها شوجي تيراياما. ظهرت سوزوكي في مسرحية تينجو ساجيكي عام 1970 بعنوان 人力飛行機ソロモン (سليمان: الطائرة التي تطير بالطاقة البشرية)، وفي يناير 1971 قدمت الفرقة «أسبوع إيزومي سوزوكي للمسرح الطليعي» حيث مثلوا مسرحيتيها ある種の予感 (ضربٌ من الهواجيس) وマリィは待っている (ماري تنتظر). رافقت في ذات العام تينجو ساجيكي لباريس وأمستردام. في 1970، أدرج اسمها لنيل جائزة بونغاكوكاي للكتاب الجدد، ومنذ 1971 كرست نفسها للكتابة. في 1975، بفضل تعريف من كاتب الخيال العلمي تاكو مايومورا، نشرت أول قصة خيال علمي قصيرة لها «ساحرة تحت الاختبار» في S-F ماغازين. قابلت مايومورا في البداية حين ظهرت في البرنامج التلفازي الحواري 11PM في 1970، واقترح عليها حينها أن تجرب قراءة الخيال العلمي.
تزوجت سوزوكي عازف السَّكسوفون كاورو آبي في 1973 الذي ولدت منه ابنة اسمها أزوسا في أبريل 1976، لكن أزوسا لم تأتِ للعيش مع سوزوكي حتى أوائل الثمانينيات، وربتها حتى ذلك الحين بدلًا من ذلك أسرة سوزوكي في شيزوكا. تطلقت سوزوكي في 1977 من آبي (لكنهما استمرا بالعيش معًا)، ومات بعدها بسنة جراء تناوله خطأ جرعة مفرطة من البروميسوفال. استطاعت إعالة ابنتها لمدة من الزمن بنشر القصص في مجلات الخيال العلمي، لكن تدهورت صحتها في نهاية المطاف وبدأت باستلام المساعدة الحكومية. ماتت في 1986 منتحرة بشنق نفسها في المنزل.
كان زواج سوزوكي المضطرب بآبي موضوع رواية "Endless Waltz" لمايومي إينابا الصادرة عام 1992، والتي دفعت ابنة سوزوكي اليتيمة لمقاضاة إينابا بتهمة انتهاك الخصوصية. اقتُبِس من الرواية في 1995 فيلم من إخراج كوجي واكاماتسو، نصير تصنيف الأفلام الوردية الذي كان مخرج سوزوكي في فيلمه عام 1969 بعنوان "Violence Without a Cause".

## أعمالها
تنتمي سوزوكي لـ«الجيل الثاني» من كتاب الخيال العلمي الناشطين في السبعينيات، الذين خرجوا من ربقة تأثير الخيال العلمي الأمريكي وطوروا أسلوبًا متمردًا خاصًّا بهم. لقَّب الناقد والباحث تاكايوكي تاتسومي سوزوكي بـ«مبتكرة تصنيف «الخيال العلمي الذي يركز على النقد الاجتماعي» التي تستفيد من حسِّها الكامبي (Camp) المصقول».
ظهرت سوزوكي في عدة أفلام وردية في 1970 باسم ناومي أساكا، مبتدئة بفيلمها الأول "A Virgin at Play"، وظهرت في ذات العام في فيلم "Violence Without a Cause" من إخراج كوجي واكاماتسو، وفي الفيلم المقتبس من مانغا جورج أكياما المثيرة للجدل "Zeni Geba" الذي أخرجه يوشينوري وادا. يبدو بأنَّ الظهور الوحيد لها في فيلم بعد فيلم "Throw Away Your Books, Rally in the Streets" (1971) الذي أخرجه شوجي تيراياما، كان في فيلم مدته 52 دقيقة بمعيار 16mm بعنوان 家獣 (House Beast) أخرجه تيجي أوياما وصدر في 1979، لكن الفيلم لم يُعرَض على الشاشة منذ الثمانينيات، وربما فُقِد.